# Осада Смоленска (1340)
Осада Смоленска в 1340 году — неудачная попытка Золотой Орды и её союзников восстановить своё влияние в Смоленском княжестве, вступившем перед тем в союзные отношения с Великим княжеством Литовским и прекратившем выплату дани в Золотую Орду. Осада продолжалась несколько дней и окончилась безрезультатно.
Конфликт Орды со Смоленском пришёлся на период упомянутой летописью «тишины великой на 40 лет» (с подавления ордынцами, москвичами и суздальцами тверского восстания до вторжения Ольгерда). В начале 1340-х годов смоленская епархия входила в галицкую митрополию.
В 1351 году Семён Гордый предпринял поход на Смоленск, но остановился на Угре и за 8 дней путём переговоров добился отказа Литвы и Смоленска от союза. Ольгерд захватил смоленские волости (Мстиславль, Ржев, Торопец), но вплоть до начала 1370-х годов Смоленское княжество оставалось в зоне влияния Великого княжества Литовского (совместный поход на Москву в 1370), пока Дмитрий Иванович московский не отказался платить дань Мамаю (1374) и не возглавил антиордынский союз. В 1375 году смоляне уже ходили с Дмитрием на Тверь, и Ольгерд за это разорял смоленскую землю.